# Alexis Vastine
Alexis Alain Vastine (Pont-Audemer, 1986. november 17. – Villa Castelli közelében, 2015. március 9.) francia olimpiai bronzérmes ökölvívó.

## Élete
Két alkalommal volt tagja a francia olimpiai csapatnak, 2008-ban és 2012-ben. Mindössze 21 esztendős volt, amikor Pekingben, a XXIX. nyári olimpiai játékokon a 64 kilogrammosok súlycsoportjában bronzérmes lett. Négy évvel később Londonban az ötödik helyen végzett.
A 2005-ös spanyolországi Almeríában rendezett mediterrán játékokon kisváltósúlyúban az első helyen végzett, míg a 2010-es moszkvai amatőr ökölvívó-Európa-bajnokságon váltósúlyúban az ezüstérmet szerezte meg.

## Halála
2015 márciusában, az északnyugat-argentin La Rioja tartományban, Villa Castelli közelében, a TF1 „Dropped” című túlélő-realityműsorának forgatása közben vesztette életét, mikor az őt és társait – az olimpiai bajnok úszó Camille Muffat és a vitorlázó Florence Arthaud – szállító helikopter összeütközött egy másikkal, amely szintén a tévéstábhoz tartozott.

## Díjai, elismerései
- Francia Köztársaság Nemzeti Érdemrendje (2008)[4]